# Graniteville (Staten Island)
Graniteville es el nombre de un barrio en Staten Island, uno de los cinco boroughs de Nueva York, Estados Unidos.
Originalmente se llamaba Bennett's Corners y Fayetteville, ya que se fabricaban canteras de roca ígnea entre 1841a 1896, por lo que la comunidad cambió de nombre a Granite Village (Villa de Granito), después Graniteville.
A principios del siglo XX era una Villa rural, siendo Graniteville lugar de un gran incendio en marzo de 1942, cuando un incendio en Consolidated Fireworks Company en la Avenida Richmond Avenue mató a cinco empleados. 
El barrio empieza de este a oeste a lo largo del Staten Island Expressway y con la Ruta Estatal de Nueva York 440 formando así los límites del barrio. Los hitos más importantes de es el Cementerio Baron Hirsch, y 80 acres (324,000 m²), un cementerio judío fundado a finales de los años 1800s en la cual aún sigue en uso; en agosto de 2001 este cementerio se convirtió en el foco local sanitario luego de que se encontrara el mosquitos que tiene Virus del Nilo Occidental.

## Transporte
Graniteville es servido por las rutas de autobuses S48/S98 en la Avenida Forest, la ruta S46/S96 en la Avenida South, las rutas S44/S94 y S59/S89 en la Avenida Richmond. También es servido por autobuses expresos hacia Manhattan. 